# Villalpando (Gerichtsbezirk)
Der Gerichtsbezirk Villalpando ist einer der fünf Gerichtsbezirke in der Provinz Zamora.
Der Bezirk umfasst 30 Gemeinden auf einer Fläche von 1.032,09 km² mit dem Hauptquartier in Villalpando.

## Gemeinden
| Gemeinde                   | Einwohner (2024) | Fläche km² | Dichte Einw./km² | Cod INE | Postleitzahl |
| -------------------------- | ---------------- | ---------- | ---------------- | ------- | ------------ |
| Belver de los Montes       | 253              | 68,55      | 4                | 49020   | 49830        |
| Cañizo                     | 201              | 41,85      | 5                | 49035   | 49128        |
| Castronuevo                | 218              | 48,09      | 5                | 49042   | 49127        |
| Castroverde de Campos      | 256              | 64,40      | 4                | 49043   | 49110        |
| Cerecinos de Campos        | 234              | 28,58      | 8                | 49046   | 49640        |
| Cotanes del Monte          | 82               | 14,83      | 6                | 49055   | 49637        |
| Granja de Moreruela        | 250              | 41,27      | 6                | 49091   | 49740        |
| Manganeses de la Lampreana | 439              | 60,02      | 7                | 49108   | 49130        |
| Pobladura de Valderaduey   | 35               | 12,56      | 3                | 49160   | 49127        |
| Prado                      | 53               | 10,90      | 5                | 49165   | 49638        |
| Quintanilla del Monte      | 95               | 21,72      | 4                | 49168   | 49639        |
| Quintanilla del Olmo       | 45               | 12,71      | 4                | 49169   | 49638        |
| Revellinos                 | 229              | 27,64      | 8                | 49175   | 49135        |
| San Agustín del Pozo       | 166              | 14,47      | 11               | 49185   | 49135        |
| San Esteban del Molar      | 109              | 25,03      | 4                | 49188   | 49650        |
| San Martín de Valderaduey  | 45               | 23,94      | 2                | 49190   | 49129        |
| San Miguel del Valle       | 119              | 10,72      | 11               | 49192   | 49680        |
| Tapioles                   | 124              | 27,64      | 4                | 49216   | 49639        |
| Valdescorriel              | 131              | 27,84      | 5                | 49229   | 49680        |
| Vega de Villalobos         | 91               | 10,18      | 9                | 49232   | 49133        |
| Vidayanes                  | 76               | 12,49      | 6                | 49236   | 49135        |
| Villafáfila                | 440              | 74,00      | 6                | 49242   | 49136        |
| Villalba de la Lampreana   | 212              | 28,22      | 8                | 49246   | 49126        |
| Villalobos                 | 193              | 43,18      | 4                | 49248   | 49134        |
| Villalpando                | 1.399            | 126,92     | 11               | 49250   | 49630        |
| Villamayor de Campos       | 339              | 26,32      | 13               | 49252   | 49131        |
| Villanueva del Campo       | 761              | 40,09      | 19               | 49260   | 49100        |
| Villar de Fallaves         | 49               | 20,92      | 2                | 49263   | 49132        |
| Villárdiga                 | 62               | 16,92      | 4                | 49266   | 49129        |
| Villarrín de Campos        | 415              | 50,09      | 8                | 49268   | 49137        |
| Gerichtsbezirk Villalpando | 7.121            | 1.032,09   | 7                | –       | –            |